# Phyllonorycter kuhlweiniella
Phyllonorycter kuhlweiniella är en fjärilsart som först beskrevs av Philipp Christoph Zeller 1839.  Phyllonorycter kuhlweiniella ingår i släktet guldmalar, och familjen styltmalar.
Artens utbredningsområde är:
- Albanien.
- Österrike.
- Belgien.
- Luxemburg.
- Belarus.
- Lettland.
- Bulgarien.
- Tjeckien.
- Slovakien.
- Frankrike.
- Tyskland.
- Ungern.
- Italien.
- Nederländerna.
- Polen.
- Portugal.
- Rumänien.
- Spanien.
- Sverige.
- Schweiz.
- Armenien.
- Turkiet.
- Ukraina.
- Kroatien.
- Serbien.

Inga underarter finns listade i Catalogue of Life.